# Közvágóhíd megállóhely
Közvágóhíd megállóhely (a kezdeti tervekben még Danubius megállóhely) egy tervezett vasúti megállóhely Budapest IX. kerületében, az 1-es villamos Közvágóhíd nevű megállója melletti vasúti területen.

## Története

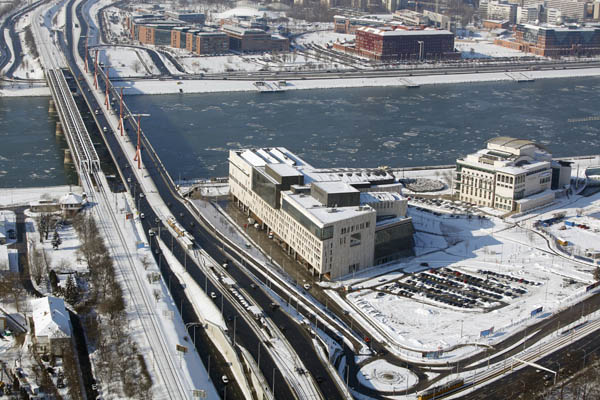
Az Összekötő vasúti híd és a Rákóczi híd pesti hidfője, az állomás várható helye (balra)

Ugyan a vasúti összeköttetés a mai Kelenföld vasútállomás és Ferencváros vasútállomás között az Összekötő vasúti híd (népnyelven sokszor még: Déli összekötő vasúti híd) 1877-es átadása óta létezik, a két állomás közti szakaszon sohasem épült egyetlen megállóhely sem.
A körvasút megújítására 2017-ben írták ki a közbeszerzést. A 2019-ben megindult teljes körű felújításának és bővítésének részeként európai uniós forrásból két új megállóhelyet is terveznek építeni a hivatalos ütemterv szerint 2023-ban ezen a részen, a Duna mindkét oldalán egyet-egyet, a pesti oldalon Közvágóhíd, míg a budai oldalon Nádorkert megállóhely néven. A számítások szerint mindkét megálló forgalma jelentős lesz. Az ezzel egy időben megépíteni tervezett Népliget megállóhely a vasút és az Üllői út kereszteződésénél, de teljes egészében annak X. kerületi oldalán fog majd felépülni.

## Megközelítése budapesti tömegközlekedéssel
A tervek szerint közvetlen összeköttetésben lesz az 1-es, 2-es és 24-es villamosokkal, valamint a H7-es HÉV-vel, illetve az 54-es, 55-ös 223E, 224-es és 224E buszokkal, amiknek már mind létezik megállója a tervezett vasúti peron valamelyik végén.